# Pteris incompleta
Pteris incompleta är en kantbräkenväxtart som beskrevs av Antonio José Cavanilles. Pteris incompleta ingår i släktet Pteris och familjen Pteridaceae. Inga underarter finns listade.